# Конвой № 3515
Конвой № 3515 — японський конвой часів Другої світової війни, проведення якого відбувалось у травні 1943 року.
16 травня 1943 року з розташованого у Токійській затоці порту Йокосука вийшов загін, який включав транспорти «Сойо-Мару» та «Ямасіро-Мару» під ескортом переобладнаного канонерського човна «Сейкай-Мару». 22 травня вони прибули на Сайпан (Маріанські острови), а 23 травня вирушили далі як конвой № 3515. При цьому до складу загону увійшов транспорт «Фукуяма-Мару», що вийшов із Йокосуки 19 травня та самостійно здійснив перехід на Сайпан.
Метою конвою № 3515 був атол Трук (Чуук) у центральній частині Каролінських островів, де ще до війни створили потужну базу японського ВМФ, з якої до лютого 1944 року провадились операції у цілому ряді архіпелагів. Оскільки на підходах до Труку зазвичай патрулювали американські підводні човни, назустріч конвою вийшов есмінець «Асанагі», що забезпечив додатковий ескорт.
26 травня 1943 року конвой № 3515 успішно прибув на Трук.